# M. Night Shyamalan
M. Night Shyamalan, pseudonimo di Manoj Nelliyattu Shyamalan (in malayalam മനോജ് നെല്ലിയാട്ടു ശ്യാമളൻ, Manōj Nelliyāṭṭu Śyāmaḷaṉ, in tamil மனோஜ் நெல்லியாட்டு ஷியாமளன், Maṉōj Nelliyāṭṭu Ṣiyāmaḷaṉ; Mahe, 6 agosto 1970), è un regista, sceneggiatore e produttore cinematografico indiano naturalizzato statunitense.

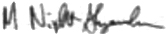
Firma di M. Night Shyamalan

Nel 1999 ha diretto il thriller The Sixth Sense - Il sesto senso, film che si rivelò un enorme successo di critica e incassi, lanciandolo a Hollywood come giovane regista, e permettendogli di ottenere due candidature al Premio Oscar in qualità di miglior regista e miglior sceneggiatura originale. Nella sua carriera, Shyamalan ha alternato pellicole di grande successo come Unbreakable - Il predestinato (2000), Signs (2002), The Village (2004), Split (2016), a film che si sono rivelati dei clamorosi insuccessi di critica e pubblico, come Lady in the Water (2006), L'ultimo dominatore dell'aria (2010) e After Earth (2013).

## Biografia
Shyamalan nasce nel sud dell'India, a Mahe, enclave nel Kerala del territorio di Pondicherry. I genitori sono entrambi medici. Il padre è di etnia malayali, la madre tamil. Manoj viene concepito quando la famiglia Shyamalan vive già stabilmente in Pennsylvania, ma nasce in India perché sua madre vi si trasferisce per gli ultimi mesi di gravidanza per avere l'assistenza dei suoi genitori. Di conseguenza non ha mai imparato a parlare una delle sue due lingue madri, il malayāḷam, pur riuscendo a comprenderla, conservando invece una conoscenza approssimativa del tamiḻ grazie alle periodiche visite ai parenti in India durante l'infanzia.
Dopo sei settimane vissute nel territorio di Pondicherry, Shyamalan giunge a Penn Valley, un sobborgo di Filadelfia. Formatosi in scuole cattoliche, va poi a Manhattan dove nel 1992 si laurea alla Tisch School of Arts (TSOA) dell'Università di New York. All'età di otto anni prende per la prima volta in mano un Super 8 e capisce presto cosa vuole fare da grande. Il padre preferirebbe per lui un futuro come medico, invece la madre ne asseconda la passione. A 17 anni ha già realizzato 45 filmini fatti in casa. A partire da The Sixth Sense - Il sesto senso, Shyamalan include in ogni sua pellicola una scena di questi filmini e in particolare di quello che lui reputa gli abbia ispirato il film in oggetto.
Il primo vero lungometraggio di Shyamalan è il dramma autobiografico Praying with Anger girato quando è ancora uno studente universitario, e finanziato prendendo soldi in prestito da parenti e amici. Il film partecipa al Toronto International Film Festival e viene proiettato in una sala per una settimana. Alcuni critici vedono in lui le potenzialità per un grande futuro e la televisione canadese lo acquista e lo trasmette. Girato a Chennai, fino al 2008 è stata l'unica sua opera girata al di fuori della Pennsylvania.
Nel 1993 sposa Bhavna Vaswani, psicologa indiana conosciuta ai tempi dell'università e con cui vive a Wayne (Pennsylvania), insieme alle loro due figlie.

### I primi lavori e il successo
Nel 1998 scrive e dirige Ad occhi aperti. I suoi genitori figurano come produttori associati e si devono attendere tre anni perché il film venga distribuito. Girato in una scuola cattolica frequentata da bambino, narra di un ragazzino (Joseph Cross) che, dopo la morte del nonno (Robert Loggia), va in cerca di Dio. Il film riceve critiche discrete, ma non raggiunge il grande pubblico. In questo periodo Shyamalan scrive anche la sceneggiatura di Stuart Little.
Nel 1999 arriva il grande successo con The Sixth Sense - Il sesto senso. Prima grande produzione, con la star Bruce Willis e il giovane attore Haley Joel Osment, che si impone all'attenzione del mondo intero. Uno psicologo, travagliato dal suicidio di un suo paziente e dalla crisi del suo matrimonio, incontra un bambino che vive nel terrore di vedere persone morte attorno a sé. Aiutare questo bambino diventa il suo unico scopo, l'ultima possibilità per ritrovare la fiducia in sé. 40 milioni di dollari di budget e 660 milioni incassati in tutto il mondo. Uno dei 40 maggiori successi commerciali di sempre. Tra i tanti riconoscimenti anche sei candidature agli Oscar 2000, tra cui proprio quella alla regia.
Nel 2000 esce Unbreakable - Il predestinato dove ancora Bruce Willis è un inconsapevole supereroe da fumetto il cui antagonista è un fragile e sorprendente Samuel L. Jackson. Un altro grandissimo successo commerciale è Signs (2002) con Mel Gibson a impersonare un pastore che ha perso la fede dopo la morte della moglie e che finisce per riacquistarla dopo essere entrato in contatto con alieni malintenzionati. Presentato come un film di fantascienza e lanciato anche dalla curiosità sorta attorno ai cosiddetti misteriosi "cerchi nel grano", il film in realtà è più che altro un'opera intimista e sentimentale. Nonostante il buon successo di pubblico e critica, iniziano a intravedersi pesanti problemi di trama e sceneggiatura, sebbene la regia resti solida e suggestiva.
The Village (2004) racconta di una comunità, in un’ambientazione che richiama il XIX secolo, che è costretta all'isolamento per la presenza di creature misteriose e malvagie che abitano i boschi circostanti. Un gran cast (William Hurt, Sigourney Weaver, Adrien Brody, Joaquin Phoenix e Bryce Dallas Howard), un'atmosfera suggestiva e una storia ancora una volta originale che anche stavolta non soddisfa in pieno la critica, ma ottiene un buon riscontro al botteghino.

### I progetti seguenti

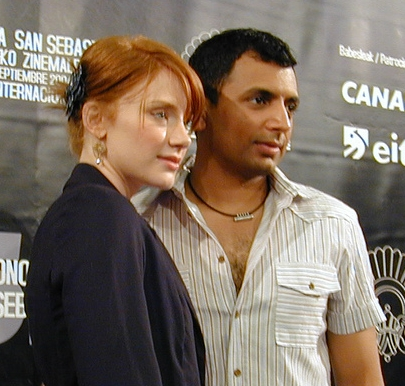
M. Night Shyamalan e Bryce Dallas Howard alla prima di The Village al Festival internazionale del cinema di San Sebastián nel 2006

Il successivo progetto Lady in the Water è stato molto travagliato, segnando un momento di arresto nella grande scalata al successo sino a quel momento percorsa. Questo film ha segnato il passaggio dalla Disney alla Warner Bros. per divergenze sorte in fase di preproduzione. Lady in the Water narra di un uomo che trova una ninfa acquatica nella piscina di un condominio di cui è il custode. La creatura favolosa è in fuga da altri esseri malvagi e chiede protezione. Una favola pensata per i propri figli, così la descrive Shyamalan che ha dovuto incassare una batosta dai critici, un flop ai botteghini americani e molte nomination ai Razzie Awards tra cui due vittorie: peggior regia e peggior attore non protagonista, entrambe rivolte a Shyamalan.
E venne il giorno (The Happening), uscito in tutto il mondo venerdì 13 giugno 2008, è stato proposto a diverse major prima di essere acquistato dalla 20th Century Fox, che ha preteso una massiccia riscrittura della sceneggiatura originaria. In questo film il tema è incentrato su una misteriosa tossina secreta dalle piante e destinata a estinguere il genere umano spingendo le persone al suicidio. Ancora una volta è l'inquietudine di uno scenario di fantasia legata a una storia verosimile ad esaltare l'estro di Shyamalan che torna a brillare raggiungendo un buon successo di pubblico, ma non di critica; infatti il film riceve diverse nomination ai Razzie Awards.
Le cose non sono andate diversamente quando il regista è tornato al genere fantastico in modo pieno. Con L'ultimo dominatore dell'aria (The Last Airbender), tratto dalla serie animata Avatar - La leggenda di Aang e uscito nel 2010, si è avuto un clamoroso insuccesso sia da parte della critica che del pubblico, specie in patria.
Dopo l'esperienza di Signs che aveva lambito il genere, Shyamalan si cimenta nella fantascienza con due progetti, uno televisivo e uno cinematografico. Per il 2013 è prevista, sul canale tematico SYFY, la trasmissione della serie televisiva Proof che tratta l'argomento della vita oltre la vita, frutto di una sua collaborazione.
Sebbene avesse già annunciato il suo ritorno al thriller, il suo film After Earth, uscito nel 2013, è proprio un film di fantascienza ambientato in un futuro post-apocalittico, anche questa volta realizzato su commissione. È un insuccesso di pubblico e di critica, seppur con risultati non pessimi come con il film precedente. È il tentativo di segnare il punto di ripartenza per il proprio futuro da regista, che i fan si augurano torni a essere caratterizzato da produzioni indipendenti come le sue prime pellicole.

### Dal 2015 a oggi
Nel 2015 il regista torna a una produzione a basso budget con The Visit girato in stile falso documentario, usato per la prima volta da Shyamalan, con la tecnica del punto di vista. I protagonisti sono due bambini alle prese con una coppia di nonni molto particolare, in una storia che mescola sapientemente l'ironia e il divertimento dato dai bambini con l'orrore della situazione e la suspense dell'intreccio degli eventi. Il film, a fronte di una produzione di cinque milioni di dollari, ne incassa 98.5 in tutto il mondo e riceve anche la migliore accoglienza da parte della critica dai tempi di Signs.
Shyamalan si è anche occupato, in veste di produttore esecutivo e regista di alcuni episodi, della serie televisiva Wayward Pines trasmessa da maggio 2015. La miniserie, rievocativa de I segreti di Twin Peaks, è una trasposizione del romanzo del 2012 I misteri di Wayward Pines (Pines) di Blake Crouch.
Il film successivo di Shyamalan è l'horror/thriller Split, una nuova produzione a basso costo con protagonista James McAvoy nella parte di un ragazzo con ben 23 personalità diverse. Il film viene accolto dalla critica con le migliori recensioni per il regista dai tempi de Il sesto senso e a fronte di un budget di 9 milioni di dollari ne incassa quasi 150 in tutto il mondo. Il film è ambientato nello stesso universo di Unbreakable - Il predestinato (2000). Nel 2019 è uscito Glass che fa da sequel a entrambi i film.
A settembre del 2019 viene annunciata la collaborazione tra Shyamalan e la Universal Pictures per due film in cui lo stesso Shyamalan ricoprirà il ruolo di regista, sceneggiatore e produttore: Old è il primo di questi due progetti. Shyamalan ha lavorato allo storyboard del film Old con il suo staff attraverso Skype, per via del lockdown dovuto alla pandemia di COVID-19, per dodici settimane. Mentre le riprese del film, iniziate il 26 settembre 2020 nella Repubblica Dominicana, sono terminate il 16 novembre dello stesso anno, utilizzando una notevole quantità di troupe dominicane nella produzione, dove Shyamalan ha dichiarato che girare durante la stagione degli uragani è stato rischioso: il set infatti è stato distrutto una volta per poi essere ricostruito.
Nell'aprile 2022 il regista annuncia l'inizio delle riprese di Bussano alla porta, suo secondo lungometraggio prodotto dalla Universal Pictures. Il film, la cui uscita è prevista nel febbraio 2023, vede nel cast le presenze di Jonathan Groff, Ben Aldridge, Dave Bautista, Rupert Grint e Nikki Amuka-Bird.

## Estetica e stile
Sebbene sia stato spesso bersagliato dalle critiche, in parte indirizzate anche alla sua capacità di sceneggiatore ritenuta non sempre all'altezza di quella di regista, Shyamalan risulta comunque un cineasta di discreta fama. Le alterne fortune delle sue opere non cancellano la sua capacità di creare atmosfere suggestive e inquietanti, sempre al limite tra la realtà e la fantasia, e la particolare abilità di costruire finali ad effetto (twist ending) con il disvelamento di elementi che spesso ribaltano l'intera lettura del film e che spingono lo spettatore a riconsiderare quanto appena visto, analizzandolo da un'altra prospettiva.
Molti dei suoi film quali Ad occhi aperti, The Sixth Sense - Il sesto senso, Unbreakable - Il predestinato, Signs, The Village, Lady in the Water, Devil, Split e Trap sono accomunati da un'unica ubicazione: Filadelfia. Shyamalan usa frequentemente l'acqua come un segno di morte o di debolezza: gli alieni in Signs e Bruce Willis in Unbreakable - Il predestinato presentano il medesimo tallone di Achille, il killer de Il sesto senso si trova in bagno quando spara a Willis e il personaggio di Michael Pitt in The Village si spaventa quando inizia a piovere, il pozzo è il posto dove la nonna di The Visit butta i due figli convinta che nell'acqua vivano gli alieni. I suoi lungometraggi hanno spesso una tematica religiosa. L'uso di colori brillanti, soprattutto il rosso, indica un indizio o un elemento cruciale del film.
Ingaggia spesso gli stessi attori per due volte consecutive: Bruce Willis ne The Sixth Sense - Il sesto senso e in Unbreakable - Il predestinato, Joaquin Phoenix e Cherry Jones in Signs e The Village, Bryce Dallas Howard in The Village e Lady in the Water, James McAvoy ed Anya Taylor-Joy in Split e Glass.
Il seminterrato, nelle sue pellicole, è il luogo dove si svolgono scene cruciali per la storia del film: ne Il sesto senso, il personaggio interpretato da Bruce Willis scopre la sua vera natura in uno scantinato; in Unbreakable - Il predestinato, il personaggio principale manifesta la sua forza in un seminterrato; in Signs, la famiglia si trova in cantina quando viene attaccata dagli alieni; in Lady in the water il personaggio interpretato da Paul Giamatti scopre lo scrittore di cui è alla ricerca nel corridoio dello scantinato del residence in cui lavora; in The Visit la protagonista scopre la verità sui nonni proprio nella cantina.

## Controversie
Shyamalan ha ricevuto diverse accuse di plagio. The Sixth Sense - Il sesto senso ricorderebbe il romanzo breve di Orson Scott Card Lost Boys, mentre The Village avrebbe attinto molto dal romanzo Running Out of Time di Margaret Peterson Haddix. In effetti si riscontrano somiglianze ed elementi in comune in entrambi i casi. Più velate, e forse volute come omaggio o citazione, le reminiscenze di opere di Stephen King, ad esempio il potere del piccolo protagonista de The Sixth Sense - Il sesto senso può ricordare quello di Danny Torrance in Shining. Da segnalare che nell'unico caso passato in giudizio, per una sceneggiatura mai utilizzata da cui avrebbe tratto Signs, Shyamalan ha avuto ragione e l'accusa di plagio si è dimostrata infondata.

## Camei
Come Alfred Hitchcock, uno dei suoi ideali maestri, Shyamalan firma i suoi film con la sua stessa presenza. A differenza del regista inglese non si limita ad apparizioni fugaci, ritagliandosi parti che vanno dal cameo a brevi ma importanti partecipazioni.
- In The Sixth Sense - Il sesto senso interpreta uno dei dottori dell'ospedale.
- In Unbreakable - Il predestinato interpreta un presunto spacciatore di droga all'ingresso dello stadio, poi allontanato da Bruce Willis.
- In Signs ha un ruolo di rilievo: infatti interpreta l'uomo che in un incidente automobilistico uccide la moglie del protagonista Mel Gibson.
- In The Village è la guardia del parco che legge il giornale. Viene ripreso di spalle e compare in viso fugacemente nel riflesso dell'anta di vetro del mobiletto dei farmaci.
- In Lady in the Water è un vero e proprio coprotagonista, interpreta lo scrittore "predestinato", uno dei condomini coinvolti nella vicenda.
- In E venne il giorno è sua la voce al telefono dello spasimante della moglie del protagonista.
- In Split è un collaboratore della professoressa Fletcher, in una breve scena in cui l'aiuta ad analizzare alcune riprese nelle telecamere di sicurezza.
- In Glass, sequel di Split, riprende il ruolo interpretato in quest'ultimo film, apparendo nel negozio del figlio di Bruce Willis e si scopre che si tratta del presunto spacciatore del film Unbreakable - Il predestinato redento.
- In Old è l'autista della navetta del resort dove sono ospiti i protagonisti.
- In Servant è un postino che consegna un pacco al personaggio interpretato da Toby Kebbell.
- In Bussano alla porta, è protagonista di una televendita che viene bruscamente interrotta per un’edizione straordinaria del telegiornale.
- In Trap è lo zio (fratello della madre) della cantante Lady Raven (interpretata da sua figlia Saleka) nonché uno degli organizzatori del tour della suddetta.

## Filmografia

### Regista

#### Cinema
- Praying with Anger (1992)
- Ad occhi aperti (Wide Awake, 1998)
- The Sixth Sense - Il sesto senso (The Sixth Sense, 1999)
- Unbreakable - Il predestinato (Unbreakable, 2000)
- Signs (2002)
- The Village (2004)
- Lady in the Water (2006)
- E venne il giorno (The Happening, 2008)
- L'ultimo dominatore dell'aria (The Last Airbender, 2010)
- After Earth (2013)
- The Visit (2015)
- Split (2016)
- Glass (2019)
- Old (2021)
- Bussano alla porta (Knock at the Cabin, 2023)
- Trap (2024)

#### Televisione
- Wayward Pines - serie TV, 1 episodio (2015)
- Servant - serie TV (2019-2023)

### Sceneggiatore
- Praying with Anger, regia di M. Night Shyamalan (1992)
- Ad occhi aperti (Wide Awake), regia di M. Night Shyamalan (1998)
- The Sixth Sense - Il sesto senso (The Sixth Sense), regia di M. Night Shyamalan (1999)
- Stuart Little - Un topolino in gamba (Stuart Little), regia di Rob Minkoff (1999)
- Unbreakable - Il predestinato (Unbreakable), regia di M. Night Shyamalan (2000)
- Signs, regia di M. Night Shyamalan (2002)
- The Village, regia di M. Night Shyamalan (2004)
- Lady in the Water, regia di M. Night Shyamalan (2006)
- E venne il giorno (The Happening), regia di M. Night Shyamalan (2008)
- Devil, regia di John Erick Dowdle (2010) – soggetto
- L'ultimo dominatore dell'aria (The Last Airbender), regia di M. Night Shyamalan (2010)
- After Earth, regia di M. Night Shyamalan (2013)
- The Visit, regia di M. Night Shyamalan (2015)
- Split, regia di M. Night Shyamalan (2016)
- Glass, regia di M. Night Shyamalan (2019)
- Old, regia di M. Night Shyamalan (2021)
- Bussano alla porta (Knock at the Cabin), regia di M. Night Shyamalan (2023)
- Trap, regia di M. Night Shyamalan (2024)

### Produttore
- Praying with Anger, regia di M. Night Shyamalan (1992)
- Unbreakable - Il predestinato (Unbreakable), regia di M. Night Shyamalan (2000)
- Signs, regia di M. Night Shyamalan (2002)
- The Village, regia di M. Night Shyamalan (2004)
- Lady in the Water, regia di M. Night Shyamalan (2006)
- E venne il giorno (The Happening), regia di M. Night Shyamalan (2008)
- Devil, regia di John Erick Dowdle (2010)
- L'ultimo dominatore dell'aria (The Last Airbender), regia di M. Night Shyamalan (2010)
- After Earth, regia di M. Night Shyamalan (2013)
- Wayward Pines - serie TV, 4 episodi (2015)
- The Visit, regia di M. Night Shyamalan (2015)
- Split, regia di M. Night Shyamalan (2016)
- Glass, regia di M. Night Shyamalan (2019)
- Servant – serie TV (2019)
- Old, regia di M. Night Shyamalan (2021)
- Bussano alla porta (Knock at the Cabin), regia di M. Night Shyamalan (2023)
- The Watchers - Loro ti guardano (The Watchers), regia di Ishana Night Shyamalan (2024)
- Trap, regia di M. Night Shyamalan (2024)

## Riconoscimenti
| Anno | Premio                                 | Categoria                                                  | Film                                                 | Risultato       |
| ---- | -------------------------------------- | ---------------------------------------------------------- | ---------------------------------------------------- | --------------- |
| 1998 | Young Artist Award                     | Miglior film drammatico per famiglie                       | Ad occhi aperti (Wide Awake)                         | Candidato/a     |
| 2000 | Premio Oscar                           | Miglior regista                                            | Il sesto senso (The Sixth Sense)                     | Candidato/a     |
| 2000 | Premio Oscar                           | Miglior sceneggiatura originale                            | Il sesto senso (The Sixth Sense)                     | Candidato/a     |
| 2000 | Premio Bram Stoker                     | Miglior sceneggiatura                                      | Il sesto senso (The Sixth Sense)                     | Vincitore/trice |
| 2000 | Chicago Film Critics Association Award | Miglior sceneggiatura                                      | Il sesto senso (The Sixth Sense)                     | Candidato/a     |
| 2000 | Empire Award                           | Miglior regista                                            | Il sesto senso (The Sixth Sense)                     | Vincitore/trice |
| 2000 | Premio Nebula                          | Miglior Script                                             | Il sesto senso (The Sixth Sense)                     | Vincitore/trice |
| 2000 | Online Film Critics Society Award      | Miglior sceneggiatura                                      | Il sesto senso (The Sixth Sense)                     | Candidato/a     |
| 2000 | Saturn Award                           | Miglior sceneggiatura                                      | Il sesto senso (The Sixth Sense)                     | Candidato/a     |
| 2000 | Annie Award                            | Miglior sceneggiatura per un lungometraggio d'animazioni   | Stuart Little - Un topolino in gamba (Stuart Little) | Candidato/a     |
| 2000 | Premio Bram Stoker                     | Miglior sceneggiatura                                      | Unbreakable - Il predestinato (Unbreakable)          | Candidato/a     |
| 2000 | Premio Nebula                          | Miglior Script                                             | Unbreakable - Il predestinato (Unbreakable)          | Candidato/a     |
| 2002 | Premio Bram Stoker                     | Miglior sceneggiatura                                      | Signs                                                | Candidato/a     |
| 2002 | Empire Award                           | Miglior regista                                            | Signs                                                | Candidato/a     |
| 2002 | Online Film Critics Society Award      | Miglior sceneggiatura                                      | Signs                                                | Candidato/a     |
| 2004 | Empire Award                           | Miglior regista                                            | The Village                                          | Candidato/a     |
| 2005 | Teen Choice Award                      | Choice Movie: Thriller                                     | The Village                                          | Candidato/a     |
| 2006 | Teen Choice Award                      | Choice Summer Movie: Drama/Action-Adventure                | Lady in the Water                                    | Candidato/a     |
| 2006 | Razzie Award                           | Peggior regista                                            | Lady in the Water                                    | Vincitore/trice |
| 2006 | Razzie Award                           | Peggior film                                               | Lady in the Water                                    | Candidato/a     |
| 2006 | Razzie Award                           | Peggior sceneggiatura                                      | Lady in the Water                                    | Candidato/a     |
| 2006 | Razzie Award                           | Peggior attore non protagonista                            | Lady in the Water                                    | Vincitore/trice |
| 2006 | Stinkers Bad Movie Award               | Peggior regista                                            | Lady in the Water                                    | Candidato/a     |
| 2006 | Stinkers Bad Movie Award               | Peggior cast Diviso con il resto degli interpreti          | Lady in the Water                                    | Candidato/a     |
| 2006 | Stinkers Bad Movie Award               | Least Scary Horror Movie                                   | Lady in the Water                                    | Vincitore/trice |
| 2006 | Stinkers Bad Movie Award               | Peggior film                                               | Lady in the Water                                    | Candidato/a     |
| 2006 | Stinkers Bad Movie Award               | Peggior sceneggiatura                                      | Lady in the Water                                    | Candidato/a     |
| 2008 | Razzie Award                           | Peggior regista                                            | E venne il giorno (The Happening)                    | Candidato/a     |
| 2008 | Razzie Award                           | Peggior film                                               | E venne il giorno (The Happening)                    | Candidato/a     |
| 2008 | Razzie Award                           | Peggior sceneggiatura                                      | E venne il giorno (The Happening)                    | Candidato/a     |
| 2009 | Fangoria Chainsaw Award                | Peggior film                                               | E venne il giorno (The Happening)                    | Vincitore/trice |
| 2010 | Razzie Award                           | Peggior regista                                            | L'ultimo dominatore dell'aria (The Last Airbender)   | Vincitore/trice |
| 2010 | Razzie Award                           | Peggior film                                               | L'ultimo dominatore dell'aria (The Last Airbender)   | Vincitore/trice |
| 2010 | Razzie Award                           | Peggior coppia o cast Diviso con il resto degli interpreti | L'ultimo dominatore dell'aria (The Last Airbender)   | Candidato/a     |
| 2010 | Razzie Award                           | Peggior sceneggiatura                                      | L'ultimo dominatore dell'aria (The Last Airbender)   | Vincitore/trice |
| 2010 | Razzie Award                           | Peggior prequel, remake, rip-off o sequel                  | L'ultimo dominatore dell'aria (The Last Airbender)   | Candidato/a     |
| 2010 | Razzie Award                           | Peggio uso del 3D                                          | L'ultimo dominatore dell'aria (The Last Airbender)   | Vincitore/trice |
| 2010 | Teen Choice Award                      | Choice Summer: Movie                                       | L'ultimo dominatore dell'aria (The Last Airbender)   | Candidato/a     |
| 2013 | Razzie Award                           | Peggior regista                                            | After Earth                                          | Candidato/a     |
| 2013 | Razzie Award                           | Peggior sceneggiatura                                      | After Earth                                          | Candidato/a     |

## Doppiatori italiani
Nella versione in italiano dei suoi film, M. Night Shyamalan è stato doppiato da:
- Luigi Ferraro in Signs, Glass
- Neri Marcoré in The Sixth Sense - Il sesto senso
- Massimiliano Manfredi in Lady in the Water
- Edoardo Stoppacciaro in Split
- Oreste Baldini in Old